# Henry van Lieshout
Henry Anthony A. van Lieshout CMM (* 19. März 1932 in Venlo, Provinz Limburg, Niederlande; † 24. Dezember 2009 in Lae, Papua-Neuguinea) war Bischof von Lae.

## Leben
Henry van Lieshout trat der Ordensgemeinschaft der Mariannhiller Missionare bei. Er legte erste Profess am 8. September 1954 ab und empfing am 12. Juli 1959 die Priesterweihe.
Papst Johannes XXIII. errichtete 1959 per Dekret das Vikariat Lae und vertraute es den Missionaren von Mariannhill an. 1960 gehörte Henry van Lieshout zur ersten Gruppe von Mariannhillern, die sich in der Provinz Morobe ansiedelten. Bis 1963 war er Pfarrer in Wau und Bulolo und dann bis 1965 Pfarrer in Lae.
Papst Paul VI. ernannte ihn am 15. November 1966 zum ersten Bischof des Bistums Lae. Die Bischofsweihe erfolgte am 5. März des nächsten Jahres durch den Erzbischof von Madang, Adolph Alexander Noser SVD; Mitkonsekratoren waren Leo Clement Andrew Arkfeld SVD, Bischof von Wewak, und George Elmer Bernarding SVD, Bischof von Mount Hagen.
Henry van Lieshout war Präsident der Katholischen Bischofskonferenz von Papua-Neuguinea und den Salomon-Inseln von 1975 bis 1978.
Er gründete in Lae das „Centre of Mercy“ (Zentrum der Barmherzigkeit), das sich insbesondere um Menschen kümmert, die mit der Immunschwächekrankheit AIDS infiziert sind oder die an Malaria, TBC, Asthma und ähnlichem leiden. Zudem initiierte er eine katholische Radiostation zur religiösen, sozialen und kulturellen Bildung.
Am 15. Januar 2007 nahm Benedikt XVI. seinen altersbedingten Rücktritt an und ernannte den bisherigen Postulantenmeister von Lae, Pater Christian Blouin CMM zu seinem Nachfolger.
Henry van Lieshout wurde ausgezeichnet als „Chief“, ausgestattet mit den Insignien des „Grand Companions of the Order of Logohu“ (Bird of Paradise) (“GCL”).